# Gantel

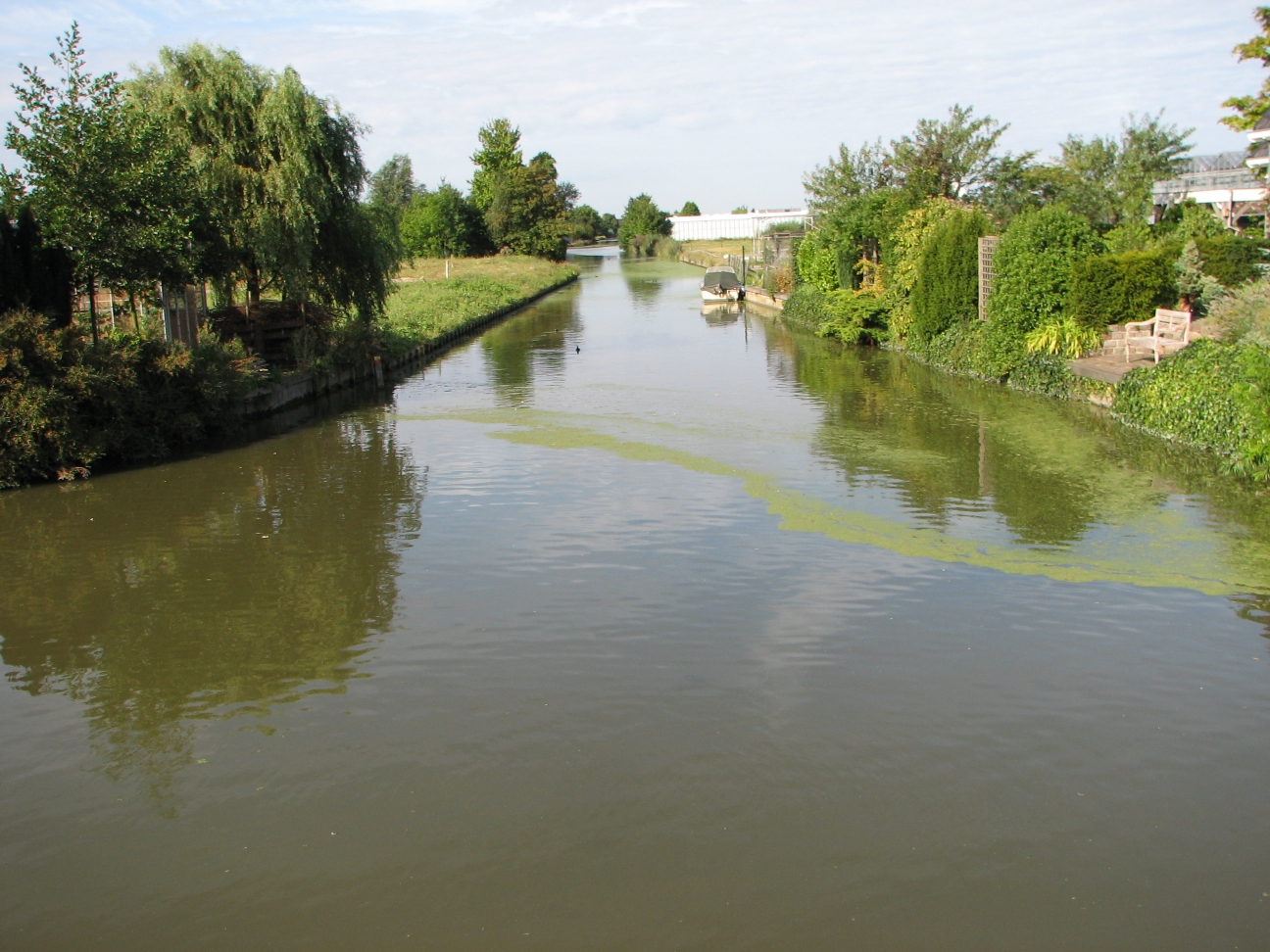
Gantel

Die Gantel ist ein Gezeitengewässer, das von Westland aus unter anderem durch Monster und Poeldijk verläuft und bei Delft in die Schie fließt. Sie wird auch Ur-Gantel genannt, weil sie in ihrer ursprünglichen Form nicht mehr vorhanden ist; teils durch Versandung und weil der im ersten Jahrhundert n. Chr. von der römischen Armee unter dem römischen Befehlshaber Gnaeus Domitius Corbulo gegrabene Kanal Fossa Corbulonis Teile des Bachverlaufs verwendete und veränderte.